# Tasha Butts
Tasha Butts (Milledgeville, 10 marzo 1982 – 23 ottobre 2023) è stata una cestista e allenatrice di pallacanestro statunitense, professionista nella WNBA.

## Biografia
Fu selezionata dalle Minnesota Lynx al secondo giro del Draft WNBA 2004 (20ª scelta assoluta).
Fu vice-allenatore del Georgia Institute of Technology  dal 2019 al 2023, anno in cui venne stroncata da un cancro.